# Santa Inés (Bogotá)
Santa Inés es uno de los barrios del centro de Bogotá. Pertenece a la localidad de Santa Fe y se encuentra entre las calles Sexta y Doce, y entre la Carrera Décima y la Avenida Caracas. Se ubica asimismo a pocas cuadras de la Plaza de Bolívar. Debe su nombre a la iglesia consagrada a Inés de Montepulciano que se ubicaba entre la carrera 10a. y las calles 9a. y 10a. 
Antiguamente, el costado meridional del actual barrio Santa Inés constituía una unidad administrativa distinta, conocida como el barrio Liévano. En el siglo XX pasó de ser uno de los barrios residenciales de clase alta de la ciudad, a ser una zona con altísimos niveles de criminalidad, albergando incluso el sector de El Cartucho, dedicado a negocios informales y de alta ilegalidad. En el mismo lugar, en los años 2000 se desarrolló el Parque Tercer Milenio.  
Antes de la construcción de la Terminal de Transportes, la zona sirvió asimismo como puerto seco y como punto de conexión terrestre con el resto del país. Su fuerte decadencia se atribuye al fenómeno migratorio desencadenado por El Bogotazo, pero también a que su tejido urbano fue cercenado del resto de la ciudad por las cuatro avenidas con las que se lo delimitó. Entre los años 1960 y 1980, el narcotráfico y en particular la venta de bazuco determinaron una degradación urbana mayor que la del resto del centro de la ciudad, ya de por sí alta.

## Historia

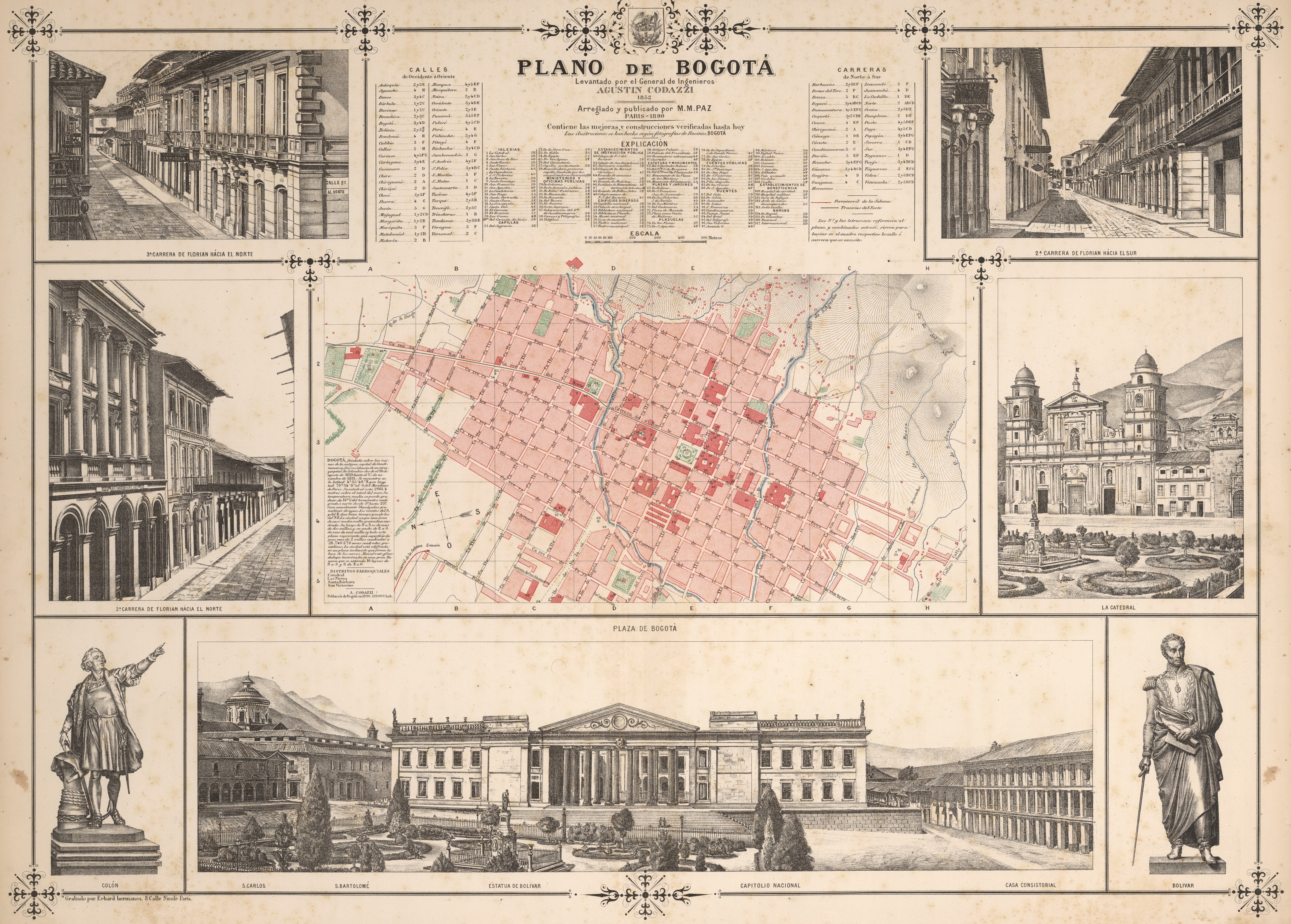
Iglesia de Santa Inés en el plano de Bogotá de 1890. (Número 17).

El actual barrio Santa Inés se comenzó a desarrollar en la Colonia, figurando ya en el mapa de la ciudad de 1772. Sin embargo, durante el siglo XVIII se le consideraba sobre todo un sector de arrabales, que limitaba al sur con el río San Agustín y al norte con el San Francisco, consolidándose solo a mediados del siglo XIX como un barrio residencial. En 1887 el sector cobró un notable protagonismo urbano debido en gran medida a la inauguración de la cercana Estación de la Sabana, remodelada en 1913 por el ingeniero William Linstone. En 1892 se crearon por ejemplo más de treinta negocios, revelando una importante actividad comercial. 
A principios del siglo XX el barrio continuó adquiriendo prestancia. En 1910 se construyó en la calle Sexta el Palacio de la Higiene, de cuatro pisos, que en su momento fue uno de los edificios más altos de la ciudad, notable asimismo por su ornamentación, el cual fue construido por una donación de la Fundación Rockefeller. A su vez, en 1922 se inaugura el edificio de la Policía Nacional. Durante este periodo, los inmuebles que se alzaban en sus calles podían contar hasta quince habitaciones, distribuidas en dos pisos, y albergar salones de recibo con marquesinas y aplicaciones de yeso, patios interiores y jardines ornamentales, lo mismo que escaleras con adornos de madera fina, y grandes forjas.

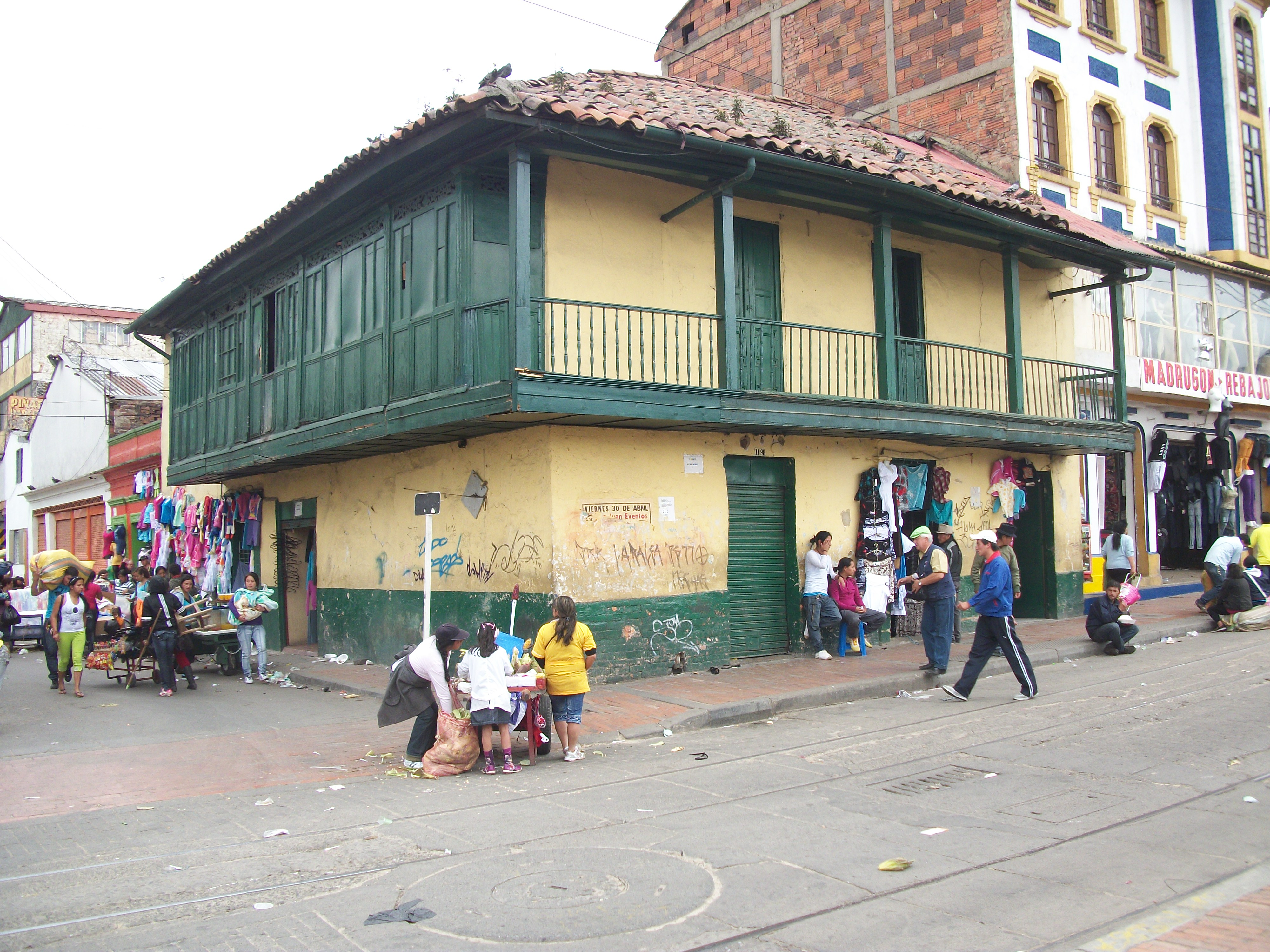
Casa en la Carrera 12 con Calle 10. En la parte inferior de la imagen se pueden apreciar los rieles del tranvía.

Entre 1919 y 1925 se canalizó el río San Francisco y se construyó la Avenida Jiménez de Quesada hasta la Plaza de San Victorino. Durante este periodo se construyeron asimismo el Gran Mercado Central, conocido como "las galerías", ubicado en la calle Décima con carrera décima, y la escuela de Santa Inés, que es el único edificio de este periodo que aún se conserva. A su vez se trazó la línea del tranvía por la calle Octava y la carrera Once, agregándose a la ruta Santander-Tejada, que seguía el límite oriental del barrio, por la carrera Décima. Durante este periodo el sector albergó asimismo los hoteles Colombia y Embajador, situados en la calle Octava con carreras 12 y 11 respectivamente.
La carrera Décima comenzó a abrirse en los años 1940 y acarreó la destrucción de la iglesia de Santa Inés, que albergaba los restos mortales de José Celestino Mutis. Esta iglesia cerró sus puertas al público el 21 de octubre de 1956, e inició su demolición el 4 de marzo de 1957. También implicó la destrucción de "las galerías". Promovida por el entonces alcalde Fernando Mazuera, esta avenida se sumó como límite del barrio a la Avenida Caracas, la calle Sexta y la Jiménez, lo cual dividió en dos el centro de la ciudad y aisló al sector de Santa Inés.
El 9 de abril de 1948 estalló el Bogotazo, desencadenado por el asesinato de Jorge Eliecer Gaitán, lo cual acarreó una revuelta popular que tuvo un enorme impacto urbano en todo el centro de Bogotá, iniciando la partida de las familias que lo habitaban. Para finales de la década de 1950 el barrio Santa Inés comenzó a ser habitado predominantemente por personas desplazadas por La Violencia y vio sus casas convertidas en inquilinatos. A finales de la década de 1960 se inició el tráfico de drogas en el sector, básicamente de marihuana, a lo que sumó la sobrepoblación, fomentando la informalidad y el deterioro urbano.

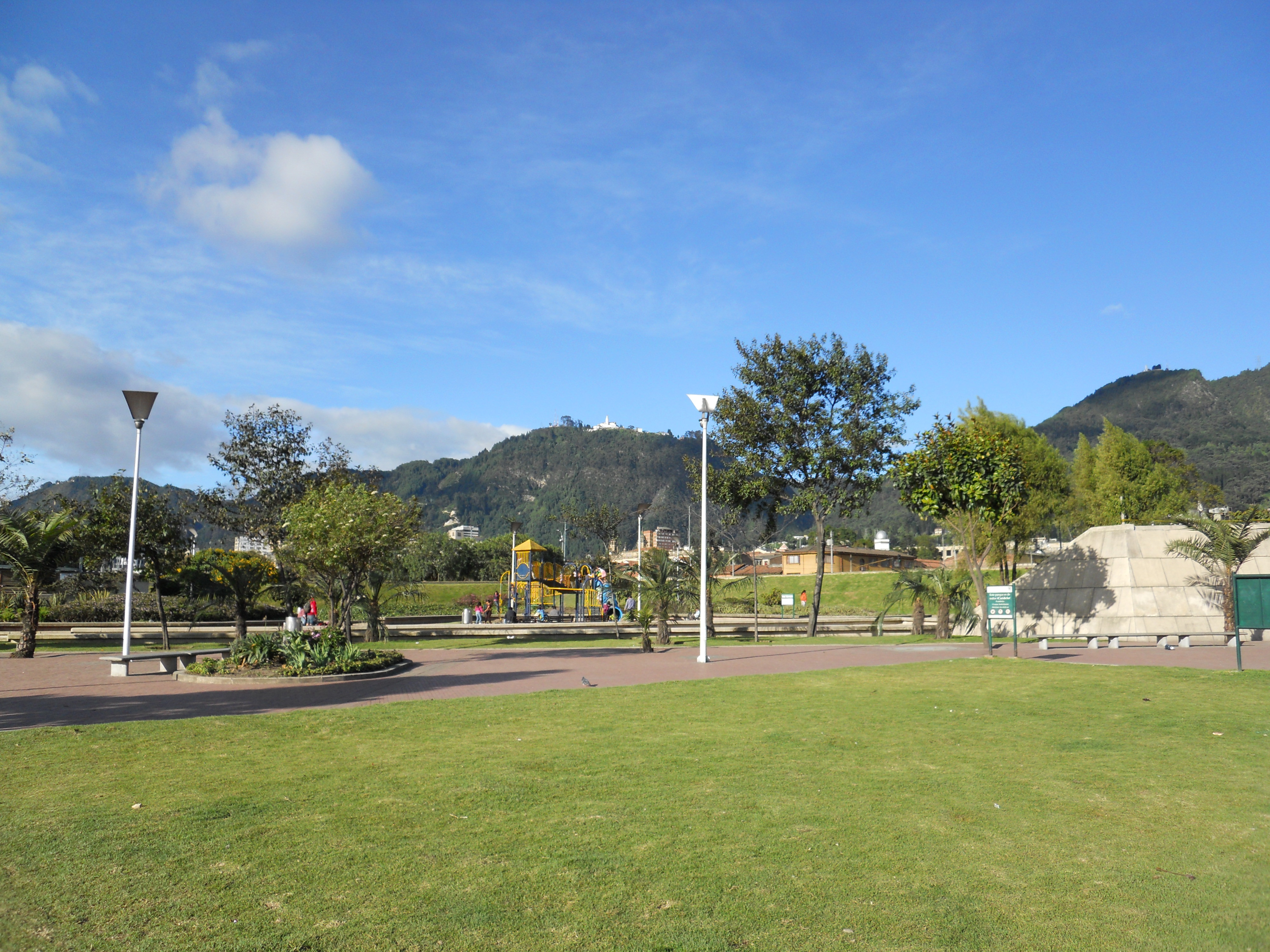
El Parque Tercer Milenio ocupa la zona meridional del barrio Santa Inés, coincidiendo con el antiguo barrio Liévano.

A mediados de los 50's, la población pudiente se había desplazado a los barrios de Teusaquillo, Palermo y El Chicó. En 1962, el entonces alcalde Jorge Gaitán Cortés autorizó que los vendedores ambulantes se instalaran en la plaza de San Victorino, entonces llamada de Nariño, lo cual contribuyó a consolidar la informalidad y el deterioro de la zona.
La construcción de la Terminal de Transportes a finales de los años 1980 fue otro de los factores de decadencia del sector, donde funcionaban dieciocho de las veinticuatro empresas de la ciudad, que al abandonar el sector se llevaron la clientela de las tiendas y otros comercios legales del sector.
En 1989, con la apertura del Relleno sanitario Doña Juana, se selló la posibilidad de trabajar en botaderos, por lo que las actividad de reciclaje informal tuvieron que desplazarse, instalándose en Santa Inés muchas de las personas que vivían de estas actividades. En esta década se consolidó asimismo el tráfico de estupefacientes, consolidándose la zona como el principal centro de venta de drogas de la ciudad. En este proceso, la llegada del bazuco significó un paso particularmente crítico en el proceso de decadencia del barrio, que sin embargo fue un referente de las demandas de sustancias ilegales por parte del resto de la ciudad.
Como resultado, se desarrolló en la zona lo que se conoce como El Cartucho, un fenómeno socio urbano caracterizado por una informalidad con altos niveles de criminalidad, pero también por una situación humana indigna, en la que menores y personas de baja extracción económica estaban expuestos a los más graves abusos y violencias. En su lugar ahora está el Parque Tercer Milenio, construido durante la administración de Enrique Peñalosa. Del barrio antiguo quedan dos edificios, que son la sede del Instituto Colombiano de Medicina Legal y Ciencias Forenses y el Colegio Distrital Santa Inés.